# Bahía Blanca
Bahía Blanca è una città argentina della provincia di Buenos Aires, capoluogo del partido omonimo. Sorge nei pressi dell'Oceano Atlantico, al confine tra la Pampa e la Patagonia.
È un importante porto per l'esportazione dei prodotti agroalimentari della Pampa meridionale.

## Geografia
Bahía Blanca sorge a 7 km dalla baia omonima dell'Oceano Atlantico, al confine tra le regioni naturali della Pampa e della Patagonia, nel sud-ovest della provincia di Buenos Aires. La città è situata a 636 km a sud-ovest della capitale nazionale Buenos Aires e a 627 km a sud-ovest della capitale provinciale La Plata.

## Etimologia
Il nome ha, in spagnolo, il significato di "baia bianca" ed è dovuto al colore tipico del sale che ricopre i terreni lungo la costa. Più che una baia, la località è un estuario in cui sfocia il torrente Napostá.

## Storia

### Storia cittadina
Bahia Blanca venne fondata come fortezza militare l'11 aprile 1828 dal colonnello Ramón Estomba, agli ordini del governatore della provincia di Buenos Aires Juan Manuel de Rosas. Inizialmente chiamata Fortaleza Protectora Argentina, era stata costruita per difendere la costa dagli attacchi della marina brasiliana e per proteggere gli allevamenti della zona dalle incursioni e dalle razzie dei nativi.
Con la conquista del deserto, ultimata tra gli anni settanta e gli anni ottanta del XIX secolo, la presenza dei nativi nella regione fu completamente eliminata. Ciò, insieme all'ampliamento del porto e all'arrivo della ferrovia nel 1884, favorì l'insediamento di migliaia di emigranti d'origine europea, principalmente italiani, seguiti dagli spagnoli, dai britannici e dai francesi.
Diventata in poco tempo un importante scalo marittimo per l'esportazione del grano delle Pampas, il 22 ottobre 1895 Bahía Blanca ottenne lo status di città. L'anno seguente, in ottica di una eventuale guerra con il Cile, il governo argentino incaricò l'ingegnere italiano Luigi Luiggi di costruire la base navale di Puerto Belgrano, situata a 29 km a sud-est della città.
Nelle prime due decadi del XX secolo furono aperti nuovi collegamenti ferroviari con l'interno, mentre a sud della città furono costruiti i nuovi scali portuali civili.

## Monumenti e luoghi d'interesse
L'architettura della città è considerevole e ordinata. Gli edifici pubblici sono ben conservati e alcuni sono esempi di architettura neoclassica di stile francese, influenzati dall'"École des Beaux-Arts". Si citano il "Banco de la Nación" (banca), la "Camera di Commercio di Bahía Blanca" (borsa valori), la sede centrale delle Poste, il vecchio edificio del giornale locale "La Nueva Provincia", il municipio, le sedi e i dipartimenti delle università, con la "Casa de la Cultura", e il "Teatro Municipal".
Tra i musei si citano il "Museo del gaucho", il Museo di Storia, il Museo delle Belle Arti e il Museo d'Arte Contemporanea. Ci sono anche due zoo: uno comunale, con un'ampia varietà di specie e numeroso personale, e uno privato, fuori della città.
I centri d'interesse includono il "Soborgo Inglés" ('zona inglese'), dove vissero gli impiegati e i tecnici britannici che costruirono le ferrovie e i porti, mentre i dirigenti avevano la propria residenza nel quartiere di "Harding Green".

## Società
Il tasso di analfabetismo e il tasso di mortalità infantile della città sono fra i più bassi del paese.
In ambito sanitario esiste un grande ospedale provinciale ("Ospedale Interzonale dott. Jose Penna") e un altro comunale altrettanto grande ("Centro di Salud dott. Leonidas Lucero"): entrambi accettano pazienti da tutta la regione. Il sistema sanitario è gratuito e viene gestito dalla provincia di Buenos Aires, all'interno della quale la città appartiene alla "Zona Sanitaria I". La città si è dotata inoltre di una catena di ambulatori comunali, pubblici e gratuiti. Sono presenti anche centri di cura privati ed esiste un medico ogni 266 abitanti. L'Amministrazione comunale si occupa di sanità sotto la direzione del Segretario di stato alla Salute locale, designato direttamente dal sindaco.

### Popolazione
L'ultimo censimento nazionale riportò 301.501 abitanti (INDEC, 2010). Questi indicatori suggerirono un certo fattore di "europeità" per parte della città, che già contava 182.158 abitanti 40 anni prima, secondo il censimento del 1970.
La sua attuale popolazione la classifica come il diciassettesimo centro più popolato dell'Argentina, e il quarto della provincia di Buenos Aires, dietro la Grande Buenos Aires, la Grande La Plata e Mar del Plata.
La popolazione bahiense è un esempio tipico della composizione demografica della Pampa argentina: luogo del periodo coloniale che nella seconda metà del XIX secolo sperimentò una crescita demografica massiva, dovuta allo stabilimento di immigranti europei dell'epoca. 
Per questa ragione attualmente la stragrande maggioranza della popolazione della città è composta di argentini discendenti da europei, tra i quali predominano gli italiani, seguiti da irlandesi, inglesi, spagnoli e tedeschi.

### Religione
La maggioranza degli abitanti è di fede cattolica romana e la città è sede dell'arcidiocesi di Bahía Blanca, con una cattedrale neoclassica. L'arcivescovo è monsignor Guillermo José Garlatti, ordinato nel 2003.
Esistono anche chiese protestanti ed una sinagoga, mentre non esistono moschee, benché siano presenti islamici.

## Cultura
La città ha sviluppato anche gli aspetti culturali ed educativi: esiste un'orchestra sinfonica permanente, un balletto classico ("Ballet del Sur") e un istituto terziario delle scienze umane ("Instituto Avanza").

### Istruzione

#### Musei
- Museo del Porto
- Museo e Archivio Storico
- Museo di Belle Arti
- Museo d'Arte Contemporanea
- Museo Officine Ferrowhite
- Museo di Scienze
- Museo Fortino Cuatreros

#### Università
- Università Tecnologica Nazionale, dedicata soprattutto alle discipline scientifiche e tecnologiche e agli studenti lavoratori che seguono corsi serali;
- Università Nazionale del Sud, fondata nel gennaio 1956 e che comprende due istituti di ricerca, in scienze biologiche e biochimiche e in scienze tecnologiche, entrambi riconosciuti a livello internazionale (INIBIB e Instituto di Oceanografia, tra gli altri).

A queste si aggiunge un istituto d'insegnamento superiore che sta per diventare un'università vera e propria ("Instituto Juan XXIII", futura "Università Don Bosco").

### Media

#### Stampa locale
Esiste un giornale locale e regionale ("La Nueva Provincia") e riviste scientifiche pubblicate regolarmente, come la "Revista del la Asociación Médica de Bahía Blanca" (rivista dell'associazione medica cittadina) scritto in spagnolo e con estratti in inglese.

### Attività ricreative
Le attività balneari non sono molto sviluppate: esistono nei pressi della città centri ricreativi ("Balneario Maldonado", "Colón"), ma nella zona dell'estuario manca la sabbia per le spiagge: per questo motivo gli abitanti della città si spostano piuttosto verso i limiti sudorientali dell'estuario, a circa 100 km, dove si trovano le spiagge di"Pehuén-Có" e di "Monte Hermoso".

### Consolati e lingue straniere
La città è la sede di molti consolati esteri, tra cui quelli della Spagna, dell'Italia e del Cile. Francia, Paesi Bassi, Norvegia e Danimarca hanno dei consoli onorari.
Esistono anche scuole che effettuano corsi serali di lingue (Asociacion Bahiense di Cultura Inglesa, per l'inglese, l'Alliance Française, per il francese, la Società Dante Alighieri, per l'italiano) e il Goethe-Institut per il tedesco, tutti privati benché con molti allievi.

### Teatri
Il Teatro Municipale fu costruito tra il 1911 ed il 1913 in stile Beaux-Arts.

## Economia
Bahía Blanca è un importante centro commerciale, in particolare per l'esportazione dei cereali e della lana del settore meridionale della provincia di Buenos Aires, per il petrolio della provincia di Neuquén, e per i prodotti della valle del Rio Negro.

## Infrastrutture e trasporti

### Strade
Bahía Blanca è il principale snodo stradale del sud della provincia di Buenos Aires; presso l'suo tessuto urbano s'intersecano diverse strade nazionali e provinciali. La città è attraversata dalla strada nazionale 3, che unisce Buenos Aires alla Patagonia e alla Terra del Fuoco.
A Bahía Blanca convergono anche la strada nazionale 33, che unisce la città e l'ovest della provincia di Buenos Aires al polo industriale di Rosario e la strada nazionale 35, che attraversa la provincia di La Pampa e sino a giungere a Río Cuarto, nella provincia di Córdoba.

### Ferrovie
La città è servita da una propria stazione capolinea dei treni passeggeri a lunga percorrenza per Buenos Aires-Constitución.

### Porti
La città dispone di una serie di strutture portuali che la rende il porto più importante del paese. La loro profondità naturale è di circa 10 m (33 piedi), ma è stata portata artificialmente ad oltre 13 m (44 piedi) e viene mantenuta costante per mezzo di pulizie periodiche. Sulla costa settentrionale della baia si trovano il Puerto Ingeniero White per le granaglie, e il Puerto Galván, più piccolo e specializzato per prodotti derivati del petrolio, o per prodotti chimici come l'urea, per il quale la regione è uno dei maggiori produttori mondiali (Profertil). Tra questi due porti principali è presente una zona industriale con molte fabbriche e industrie chimiche.
Puerto Belgrano, a 29 km a sud-ovest, è la più grande base navale dell'Argentina e di tutta l'America meridionale, la cui costruzione fu iniziata per un decreto segreto firmato dal presidente argentino José Evaristo Uriburu. Venne edificata tra il 1898 e il 1902 su progetto dell'ingegnere italiano Luigi Luiggi, ad opera di una società olandese: "Dirks, Dates e Van Hattem".

### Aeroporti
L'aeroporto Comandante Espora è situato a 12 km ad est della città.

## Sport
La principale società polisportiva della città è il Club Olimpo, la cui sezione calcistica ha giocato nella prima divisione nazionale fino al 2006 e dal 2010 in poi.

## Amministrazione

### Consolati
Bahía Blanca è sede dei consolati generali di Cile, Italia e Spagna, e dei consolati onorari di Brasile, Danimarca, Francia e Norvegia.

### Gemellaggi
Bahía Blanca è gemellata con:
- Cienfuegos, Cuba
- Talcahuano, Cile
- Dalian, Cina
- Reus, Spagna
- Jacksonville, Stati Uniti d'America, dal 1967
- Chio, Grecia
- Ashdod, Israele
- Lacedonia, Italia
- Piura, Perù
- Christchurch, Nuova Zelanda
- Fermo, Italia